# Кудей

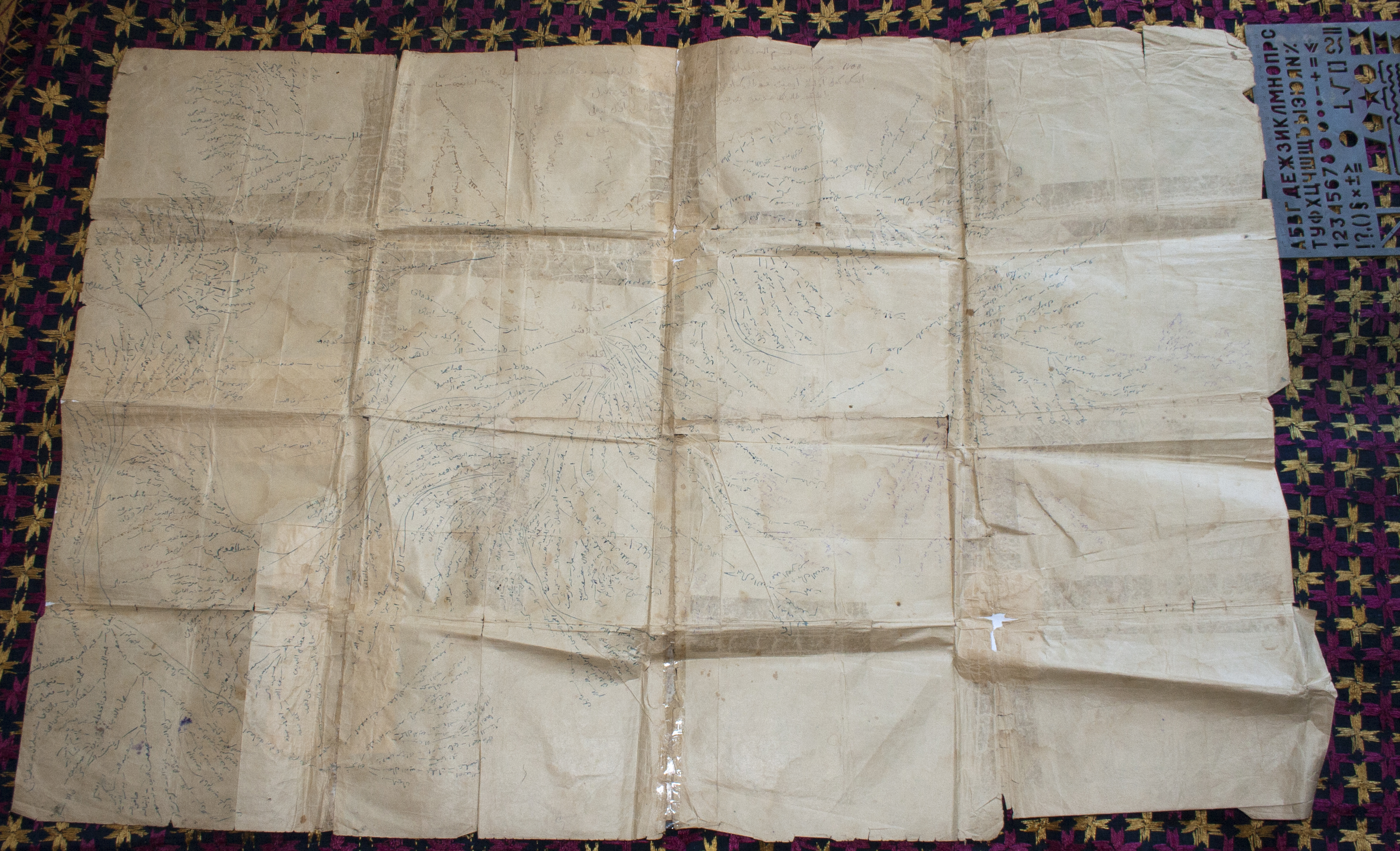
Шежере рода булекей-кудей, одного из 5 родов племени Кудей

Кудей (баш. Көҙәй) — древнебашкирское племя, в составе северо-восточных башкир.

## Родовой состав
- Булэк (родовые подразделения: аю, дэу, дэу-кудей, кудей, ногай, сураш, сыскан, шайтан, алибай, арлян)
- Урман (родовые подразделения: искеляр, казаяк, типтяр, урман, аптельман, янылар)
- Ялан (Кыр) (родовые подразделения: таулы, эткусюк)
- Шайтан (родовые подразделения: бурес, калмак, касай, кесерткэн, кыргыз, сэркэм, табулды, тугыз, хайбулла, шайтандар, элекэ, салауат)
- Туркмен (родовые подразделения: кулуш, майтюба, сэлеш, таз, таулы, туркмен, тукай, ювэй).

## Анализ Y-DNA
В их генофонде резко преобладает гаплогруппа R1a, большинство протестированных (80 %), являются представителями гаплогруппы R1a, субклад R1a-Z2123. Часть кудей - R1b.

## Этническая история
По преданиям, кудейцы ведут своё происхождение с Кавказа, из Средней Азии. Происхождение рода шайтан в составе племени Кудей, также указывает на угро-финские корни этого племени.

## История расселения
В Приуралье они поселились на реках Ик и Мензеля, где смешались с племенами усерган, тангаур и бурзян. В XIII—XIV веках кудейцы переселились на левобережье реки Белой, где подверглись сильному кыпсакскому воздействию. В конце XIV века кудейцы занимали оба берега по среднему течению Белой. С активизацией ногайской экспансии на рубеже XIV—XV веков часть кудейцев расселилась в лесных районах нижнего течения реки Уфы, где смешалась с минцами; другая часть направилась вверх по реке Сим, позднее — на реки Юрюзань и Лемезу.